# Carlo Tacchini (calciatore)
Carlo Tacchini (Santa Cristina e Bissone, 18 novembre 1943 – Santa Cristina e Bissone, 27 ottobre 2021) è stato un calciatore italiano, di ruolo centrocampista e difensore.

## Carriera
Nel 1958 approda negli Allievi dell'Inter, passando poi alla squadra Primavera e rimanendovi fino al 1964. Esordisce in Serie A nella partita Juventus-Inter, campionato 1960-1961, con il ruolo di terzino sinistro (con la maglia n.3).
Partecipa con la Primavera dell'Inter al Campionato De Martino negli anni 1962-63 e 1963-64; nel torneo di Viareggio 1962 è capitano dei meneghini.
Nel 1964 milita nel Bari in Serie B, accumulando 16 presenze sul campo.
Nel 1965 passa a un'altra pugliese, il Trani, giocando nei ruoli di libero e mediano, e rimanendovi fino al 1968; il primo anno disputato in cadetteria e gli altri due in Serie C.